# FC Bonanza Sint-Martens-Lierde
KFC Bonanza Sint-Martens-Lierde is een Belgische voetbalclub uit Sint-Martens-Lierde. De club is aangesloten bij de KBVB met stamnummer 6625 en heeft blauw en wit als kleuren.

## Geschiedenis
De club ontstond in 1963. De naam van de club was geïnspireerd op de toen populaire Amerikaanse televisieserie Bonanza. FC Bonanza Sint-Martens-Lierde sloot zich aan bij de Belgische Voetbalbond en kreeg stamnummer 6625 toegekend.
Men trad aan in de Oost-Vlaamse provinciale reeksen. Na decennia in Vierde en Derde Provinciale, bereikte de club in 2008 voor het eerst Tweede Provinciale, waar men twee seizoenen speelden alvorens weer te degraderen.
In 2013 vierde de club haar 50-jarig bestaan, en kreeg het predicaat Koninklijk.
In 2019 gaf de gemeente aan dat er een nieuwe voetbal-accommodatie moest komen op de terreinen van FC Bonanza, waar ook concurrent VCE Deftinge gebruik van zou maken. In juni 2023 werd besloten tot de aanleg van een nieuw sportpark waar ook onder andere beachvolleybal en buitenfitness een plek krijgen.
In 2020 slorpte de club SK Zandbergen op, een jongere club die was aangesloten bij de KBVB met stamnummer 9433. FC Bonzanza zakte weer weg naar Vierde Provinciale, het laagste niveau.
In 2025 besliste men om een fusie aan te gaan met derdeprovincialer SV Everbeek. De nieuwe club zal opereren onder de naam KFCB Lierde-Everbeek.

## Resultaten
| Seizoen | Klasse | Klasse | Klasse | Klasse | Klasse | Klasse | Klasse | Klasse | Klasse | Reeks                                                    | Punten                                                   | Opmerkingen                                              |
|         | 1A     | 1B     | 1Am    | 2Am    | 3Am    | P.I    | P.II   | P.III  | P.IV   | Vanaf 2016-17 zijn er 3 nationale en 2 regionale niveaus | Vanaf 2016-17 zijn er 3 nationale en 2 regionale niveaus | Vanaf 2016-17 zijn er 3 nationale en 2 regionale niveaus |
| ------- | ------ | ------ | ------ | ------ | ------ | ------ | ------ | ------ | ------ | -------------------------------------------------------- | -------------------------------------------------------- | -------------------------------------------------------- |
| 2017/18 |        |        |        |        |        |        |        | 10     |        | Derde Provinciale                                        | 41                                                       |                                                          |
| 2018/19 |        |        |        |        |        |        |        | 10     |        | Derde Provinciale                                        | 35                                                       |                                                          |
| 2019/20 |        |        |        |        |        |        |        | 15     |        | Derde Provinciale                                        | 18                                                       |                                                          |
| 2020/21 |        |        |        |        |        |        |        | 13     |        | Derde Provinciale                                        | 4                                                        | Door corona hebben ze niet veel matchen gespeeld.        |
| 2021/22 |        |        |        |        |        |        |        | 15     |        | Derde Provinciale                                        | 13                                                       | Degradatie                                               |
| 2022/23 |        |        |        |        |        |        |        |        | 3      | Vierde Provinciale                                       | 64                                                       |                                                          |
| 2023/24 |        |        |        |        |        |        |        |        | 5      | Vierde Provinciale                                       | 49                                                       |                                                          |
| 2024/25 |        |        |        |        |        |        |        |        | 1      | Vierde Provinciale                                       | 69                                                       | Terug promotie naar derde provinciale.                   |
| 2025/26 |        |        |        |        |        |        |        |        |        | Derde Provinciale                                        |                                                          |                                                          |